# Гаррі Кон
Гаррі Кон (англ. Harry Cohn; 23 липня 1891, Нью-Йорк, Нью-Йорк, США — 27 лютого 1958, Фінікс, Аризона, США) — американський продюсер. Кон співзасновник, президент і виробничий директор Columbia Pictures Corporation.

## Біографія
Гаррі Кон народився в єврейській родині в Нью-Йорку. Його мати, Белла Кон, емігрантка з Російської імперії, а його батько Джозеф Кон був кравець з Німеччини. В молоді роки Гаррі працював провідником в трамваях, згодом він отримав роботу в Universal Pictures, де його брат Джек Кон вже працював. В 1919 році Кон приєднався до брата і Джо Брандта, щоб разом створити компанію CBC Film Sales Corporation. Гаррі Кон керував створенням фільмів у Голлівуді, а його брат управляв своїми фінансами з Нью-Йорка. Відносини між двома братами не завжди були добрими, і Брандт вирішив продати свою третю частину компанії Гаррі Кону, який повністю перейняв правління на себе, до того часу фірма була перейменована в Columbia Pictures Corporation.
Кон не створював своїх кінозірок, як інші студії. Замість цього він підписував контракти з акторами, які працювали на інших студіях (Кері Грант, Кетрін Хепберн, Мей Вест, Гамфрі Богарт, Дороті Ламур, Міккі Руні, Честер Морріс, Ворнер Бакстер, Сабу Дастагир та інші), щоб залучити попередньо куплену аудиторію.
Кон вимагав або, принаймні очікував секс від жіночої частини зірок в обмін на роботу (хоча аналогічні історії були пов'язані з багатьма продюсерами Голлівуду в той час).
Кон був двічі одружений, вперше з Роуз Баркер з 1923 по 1941 роки, а також на актрисі Джоан Перрі з липня 1941 року до своєї смерті в 1958 році.
Разом з Джеком Ворнером, Кон був останнім голлівудським фільмовим магнатом епохи студійної системи, зберігаючи владу після виходу з бізнесу таких конкурентів, як Дарріл Ф. Занук і Луї Б. Маєр.
Гаррі Кон помер 27 лютого 1958 року від серцевого нападу в Arizona Biltmore Hotel (Фенікс, штат Аризона).

## Вибрана фільмографія
- 1931: Кримінальний кодекс / Criminal Code
- 1931: Платинова блондинка / Platinum Blonde
- 1931: Дирижабль / Dirigible
- 1931: Небезпечна справа / A Dangerous Affair
- 1931: Чудова дівчина / The Miracle Woman
- 1932: Адвокат для захисту / Attorney for the Defense
- 1933: Леді на один день / Lady for a Day
- 1934: Це сталося якось вночі / It Happened One Night
- 1947: Леді з Шанхаю / The Lady from Shanghai